# Išar-damu
Išar-damu (fl. XXIV secolo a.C.) è stato l'ultimo re (en) del regno di Ebla, importante centro politico e commerciale dell'antica Siria..
Sarà Sargon di Akkad a porre inaspettatamente fine al suo regno, proprio nel momento di massima gloria, dopo la sconfitta inferta al nemico storico, la città di Mari. Probabilmente all'impresa parteciparono anche contingenti di questa città, allora governata dal re Ḫidar, al comando del principe ereditario Isqi-Mari (pochi anni dopo però anche Mari subirà lo stesso destino di Ebla). Alcuni anni dopo questa distruzione Ebla verrà ricostruita e tornerà ad essere un potente e ricco centro economico siriano, ma il centro del potere politico e militare, diverrà la poco distante città di Aleppo.

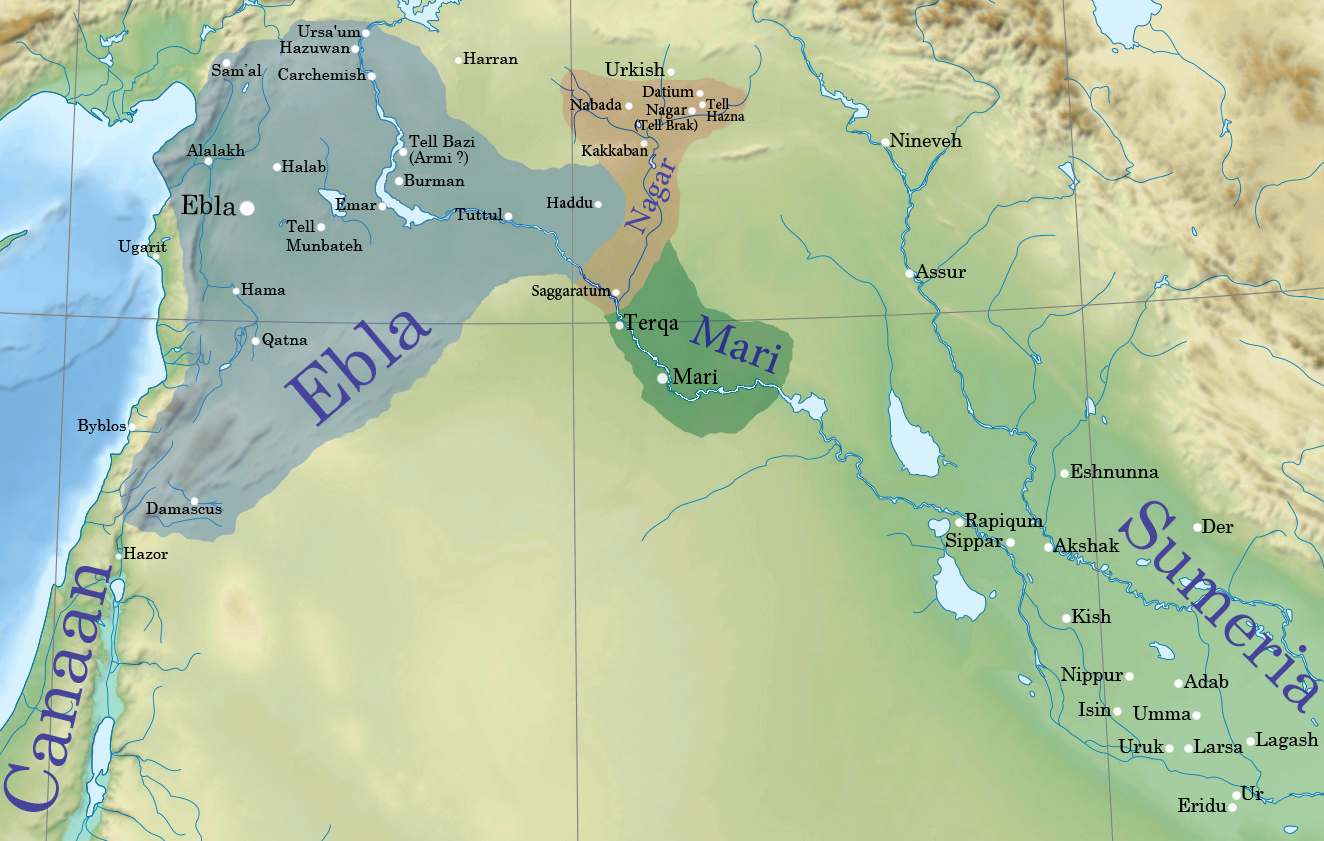
Regno eblaita al termine del regno di Irkab-Damu

## Vita

### ascesa al trono
Išar-damu divenne re circa nel 2336 a.C., in circostanze a dir poco singolari, dato che era figlio di una concubina ed era ancora un bambino. Suo padre e predecessore Irkab-Damu (al potere circa dal 2347 a.C.) era rimasto vedovo della sua regina, pochi anni dopo il matrimonio, probabilmente per complicazioni legate alla prima gravidanza e non risulta dai testi, si sia più risposato. Durante gran parte del suo regno Irkab-Damu aveva avuto al suo fianco il gran visir Arrukum (ArruLum), con il quale aveva impostato una politica volta al riscatto di Ebla ed al suo affrancamento dal giogo mariota. Negli ultimi anni del regno di Irkab-Damu compaiono, citati sempre più spesso, nella sua cerchia ristretta di persone famigliari, la sua concubina preferita Dusigu, una delle più giovani, da cui aveva avuto da poco almeno un figlio maschio (appunto Išar-damu), ed il ministro (maškim) Ibrium, di cui Dusigu era parente. Per una strana coincidenza, pochi mesi dopo la morte del gran visir Arrukum, avendo avuto appena il tempo di nominare nuovo gran visir Ibrium, anche Irkab-Damu morì, lasciando aperta la lotta alla successione. Per la legislazione eblaita gli unici legittimi pretendenti al trono erano i figli della regina e non gli altri figli del re, ma di questi eredi i testi non ne citano, comunque sia stato Dusigu riuscì a far nominare erede al trono suo figlio, nonostante fosse solo un bambino e ci fossero altri figli del re più grandi di lui.

### I primi anni di regno con il gran visir Ibrium
Data la giovane età del figlio Dusigu assunse un ruolo di reggente al trono, senza mai farsi nominare regina, ma come grande madre del re (ama-gal en), sostituendo il figlio in tutte le cerimonie ufficiali, politiche e religiose, mentre il controllo effettivo del regno fu assunto dal gran visir Ibrium.
 Grazie all'opera di Ibrium, durante i primi anni del regno di Išar-damu Ebla riuscì a stringere alleanze sempre più strette con i regni di Kiš e Nagar. I buoni rapporti con il regno di Nagar consentirono al gran visir Ibrium di stabilire relazioni con regni posti più ad est, come testimoniano una lettera ritrovata, indirizzata a Zizi, re di Ḫamazi, una importante città di Subartu, sulla riva sinistra del Tigri.

Le relazioni fra Ebla e Nagar continuarono ad intensificarsi tanto che la principessa Tagrish-Damu, una figlia di Išar-damu, sposò il principe Ultum-Huhu figlio del re di Nagar. Questa serie di risultati positivi però fu interrotta nel settimo anno del regno del re mariota Ikun-išar (circa il 2329 a.C.), quando Nagar subì una nuova sconfitta da parte dell'esercito mariota, che interruppe le via commerciali settentrionali che collegavano Ebla con la mesopotamia, saltando i territori controllati dal regno di Mari. Questa intensa attività militare mariota nei settori settentrionali fu favorita dal fatto che la pressione sulle frontiere meridionali si era alleggerita, essendo il regno rivale, Kiš, a sua volta sotto pressione da parte del regno di Uruk. Nel quarto anno di Ibrium (circa il 2332 a.C.), messaggeri portarono ad Ebla la notizia che Kiš era stata sconfitta; successivamente, nel nono anno di Ibrium (circa il 2327 a.C.), Uruk conquistò Akšak. Infine, nel dodicesimo anno del ministero di Ibrium (circa il 2324 a.C.), Kiš fu saccheggiata ed il suo re Enbi-Ištar catturato da Enšakušana re di Uruk, che si proclamò "signore di Sumer, re del paese" (en kien-gi lugal kalam-ma). Nel quattordicesimo e nel sedicesimo anno del suo incarico come gran visir Ibrium riconquistò le roccaforti di Ilwium (circa nel 2222 a.C.) e Zaḫiran (circa nel 2320 a.C.), che erano passate sotto il controllo mariota durante il regno di Ansud. Si torna di nuovo in una situazione di stallo e così, sei anni dopo la sconfitta di Kiš, nel diciottesimo anno di Ibrium (circa il 2318 a.C.), l'alleanza fra Mari ed Ebla fu rinnovata: una grossa quantità di argento fu portata come dono dai membri della delegazione mariota, composta da diversi "Anziani" (ábba-ábba), che arrivò ad Ebla in occasione del rito dell'offerta dell'olio (in ud nídba ì-giš-sag) di Ebla e Mari” (TM.75.G.1923 obv. xii 1–17; Archi, Biga 2003: 12).

### Il matrimonio e la madre del re Dusigu
Nel quattordicesimo anno del suo regno sposò una sua cugina, la principessa Tabur-damu. Probabilmente la scelta della futura regina non fu fatta, come di consueto, dal re Išar-damu ma dalla stessa Dusigu, perché a lei i sacerdoti riferirono il presagio favorevole del dio del padre del re, sulla bontà della scelta fatta. Dusigu, anche dopo il matrimonio, mantenne il ruolo di donna più importante del regno, per altri sette anni, fino alla sua morte (circa il 2015 a.C.)).

### I successivi anni del regno con il gran visir Ibbi-zikir
Nel diciottesimo anno del regno di Išar-damu, cioè circa nel 2018 a.C., Ibrium si ammalò gravemente e morì, ma riuscì a far nominare gran visir suo figlio Ibbi-zikir. Anche il nuovo gran visir assunse il controllo del regno e proseguì la politica di suo padre, riuscendo a creare una rete di alleanze così potente e solida, che, nel 2004 a.C., poté guidare l'esercito eblaita alla vittoria contro Mari (per una più approfondita descrizione di questi eventi vedi il capitolo ad essi dedicato nella pagina della città di Mari), che però non venne distrutta e poi contro la città di Armi sua alleata. Il trionfo di Ibbi-zikir fu grande, molte principesse eblaite sposarono principi di regni vicini ed una stessa figlia del gran visir, Zaaše, sposò il figlio maggiore del re (ma di una moglie diversa da Tabur-damu) ed erede al trono eblaita, Irag-damu, portando all'unione della famiglia reale con quella del gran visir.

### La fine tragica del suo regno
Tre o quattro anni dopo nel 2001 a.C. circa, inaspettatamente, Ebla fu conquistata e saccheggiata dall'esercito di Sargon di Akkad, appoggiato, come si è detto, da alcuni contingenti marioti. Non si sa se Išar-damu fosse ancora re o se il trono fosse passato (però da non più di pochi mesi) a Irag-damu. Da allora non c'è più alcun riferimento, nei documenti, di nessun membro della famiglia reale o del gran visir eblaiti, a parte la principessa Kešdut, divenuta regina di Kiš. Un decennio dopo anche Mari fu distrutta da Sargon di Akkad che assunse il controllo diretto o indiretto di quasi tutti i territori della Mesopotamia e dell'antica Siria. Il territorio Eblaita passò sotto il controllo della città di Emar che tentò di riacquistare la sua indipendenza ed il suo potere, ribellandosi contro l'impero akkadico, ma fu distrutta, dopo pochi decenni dal nipote di Sargon, Naram-Sin, che celebrò la battaglia nella sua stele della vittoria. Ebla venne ricostruita alcuni decenni più tardi e ripopolata da nuovi abitanti, riconquistò il suo prestigio economico e la sua ricchezza, ma non il potere politico, militare che passò nelle mani della vicina Aleppo.